# Miloš Antonín Záruba
Miloš Antonín Záruba, OPraem, též Milo Záruba nebo Mílo Antonín Záruba (30. ledna 1875 Praha – 3. srpna 1922 Praha-Veleslavín), byl český římskokatolický kněz, premonstrát, politik, poslanec československého Národního shromáždění za Československou stranu lidovou a překladatel z ruštiny.

## Biografie
Na kněze byl vysvěcen v roce 1901. Jako řeholník želivského kláštera působil ve funkci administrátora farnosti Jiřice u Humpolce v královéhradecké diecézi. Politicky aktivní byl již za Rakouska-Uherska. Počátkem 20. století se angažoval v katolickém politickém táboře. V roce 1904 se účastnil založení Sdružení českých katolických zemědělců. Ve volbách do Říšské rady roku 1907 se stal jako jeden ze sedmi českých katolických poslanců z Čech členem Říšské rady (celostátní parlament), kam byl zvolen za okrsek Čechy 074. Usedl do poslanecké frakce Český katolicko-národní klub. Ve vídeňském parlamentu setrval do konce funkčního období sněmovny, tedy do roku 1911. Ve volbách 1908 také kandidoval do Českého zemského sněmu v pelhřimovském volebním obvodě. Voleb se zúčastnil jako „katolický agrárník“. V prvním kole mu scházelo ke zvolení třicet hlasů, v druhém kole však za zvýšené volební účasti prohrál s agrárníkem Janem Vackem poměrem 46 : 54.
V parlamentních volbách v roce 1920 získal poslanecké křeslo v československém Národním shromáždění. Podle údajů k roku 1920 byl profesí farářem v Jiřicích u Humpolce. Zemřel ve veleslavínském sanatoriu a byl pohřben na Olšanských hřbitovech.
Po jeho smrti roku 1922 za něj jako náhradník do parlamentu nastoupil poslanec Jan Pěnkava.

## Dílo
- Vláda židovstva – interpelace poslance Dra. Hrubana a soudruhů podaná v říšské sněmovně dne 18. dubna 1901, Tiskové družstvo, Hradec Králové 1901
- První moravská lidová pouť do svaté země v srpnu r. 1905, vlastním nákladem, Praha 1905